# Земпер, Готфрид
Готфрид Земпер (нем. Gottfried Semper; 29 ноября 1803, Гамбург — 15 мая 1879, Рим) — немецкий архитектор середины XIX века, представитель архитектуры периода историзма, работал в стилях необарокко и неоренессанс. Автор новых архитектурных концепций строительства музейных и театральных зданий. Выдающийся теоретик искусства.

## Биография

### Ранние годы
Готфрид Земпер родился в Альтоне (ныне в черте Гамбурга) 29 ноября 1803 года  в семье состоятельного фабриканта шерсти Готфрида Эмануэля Земпера (1768—1831) из Ландесхута в Силезии, который ещё в детстве переехал в Гамбург, и Йоганны Марии, урожденной Паап (1771—1857), происходившей из семьи гугенотов. Готфрид был крещён в реформатской церкви в Альтоне, районе Гамбурга, захваченном в то время датчанами. Он был пятым из восьми детей. После французской оккупации Гамбурга в 1806 году семья переехала в Альтону.
Молодые годы Готфрид провёл сначала в подготовительной школе в Бармштедте, а с 1819 года — в Гамбургской школе учёных Йоханнеума (Gelehrtenschule des Johanneums) (приходской школе церкви Св. Иоанна). В 1823—1824 годах он изучал математику и историю в Гёттингенском университете. После неудачной попытки получить место подмастерья на строительстве порта и гидротехнических сооружений Гамбурга в 1825 году Готфрид Земпер поступил в архитектурный класс Мюнхенской академии изобразительных искусств, однако поначалу не демонстрировал заметных успехов.
В декабре 1826 года после продолжительного путешествия по Германии (Гейдельберг, Вюрцбург, Регенсбург) Земпер приехал в Париж для работы с Жаком Иньясом Гитторфом и Францем Христианом Гау, известными архитекторами немецкого происхождения.
В 1828 году Земпер начал работать подмастерьем на строительстве порта в Бремерхафене, но уже в 1829 году вернулся в Париж к Гау. Там он восторженно встретил Июльскую революцию 1830 года. Затем отправился в Италию и в конце ноября был в Риме. В феврале 1831 года он посетил Помпеи, потом уехал на Сицилию с шестью французскими архитекторами для изучения храмов Агридженто (Акраганта), Селинунта и Сегесты. Вместе с французским архитектором Жюлем Гури, он отправился в Грецию. В 1832 году четыре месяца участвовал в археологических изысканиях на Афинском акрополе. Более всего Земпера заинтересовал возникший ещё в период бидермайера вопрос, были ли покрыты росписью архитектурные сооружения древних греков и римлян (спор о полихромии). Когда он вернулся в Рим, то смог обнаружить следы окраски на фрагментах рельефов колонны Траяна. Земпер отправил образцы своему брату Вильгельму, фармацевту из Альтоны, для химического анализа. Сделанные Готфридом Земпером в Италии реконструкции интерьеров античных вилл, послужили основанием для более поздних проектов декоративных работ в Дрездене и Вене.
В 1834 году была опубликована теоретическая работа Земпера «Предварительные замечания о росписи архитектуры и скульптуры у древних» (нем.  Vorläufige Bemerkungen über bemalte Architectur und Plastik bei den Alten), в которой он однозначно высказался в пользу полихромии, и подкрепил свои выводы исследованиями цвета на колонне Траяна в Риме. Открытие Земпера стимулировало многолетнюю дискуссию на эту тему, оно получило полное одобрение Карла Фридриха Шинкеля, но вызвало несогласие многих, в том числе историка искусства Франца Куглера. Исследования античной архитектуры сделали имя Готфрида Земпера известным всей Европе.

### Работа в Дрездене

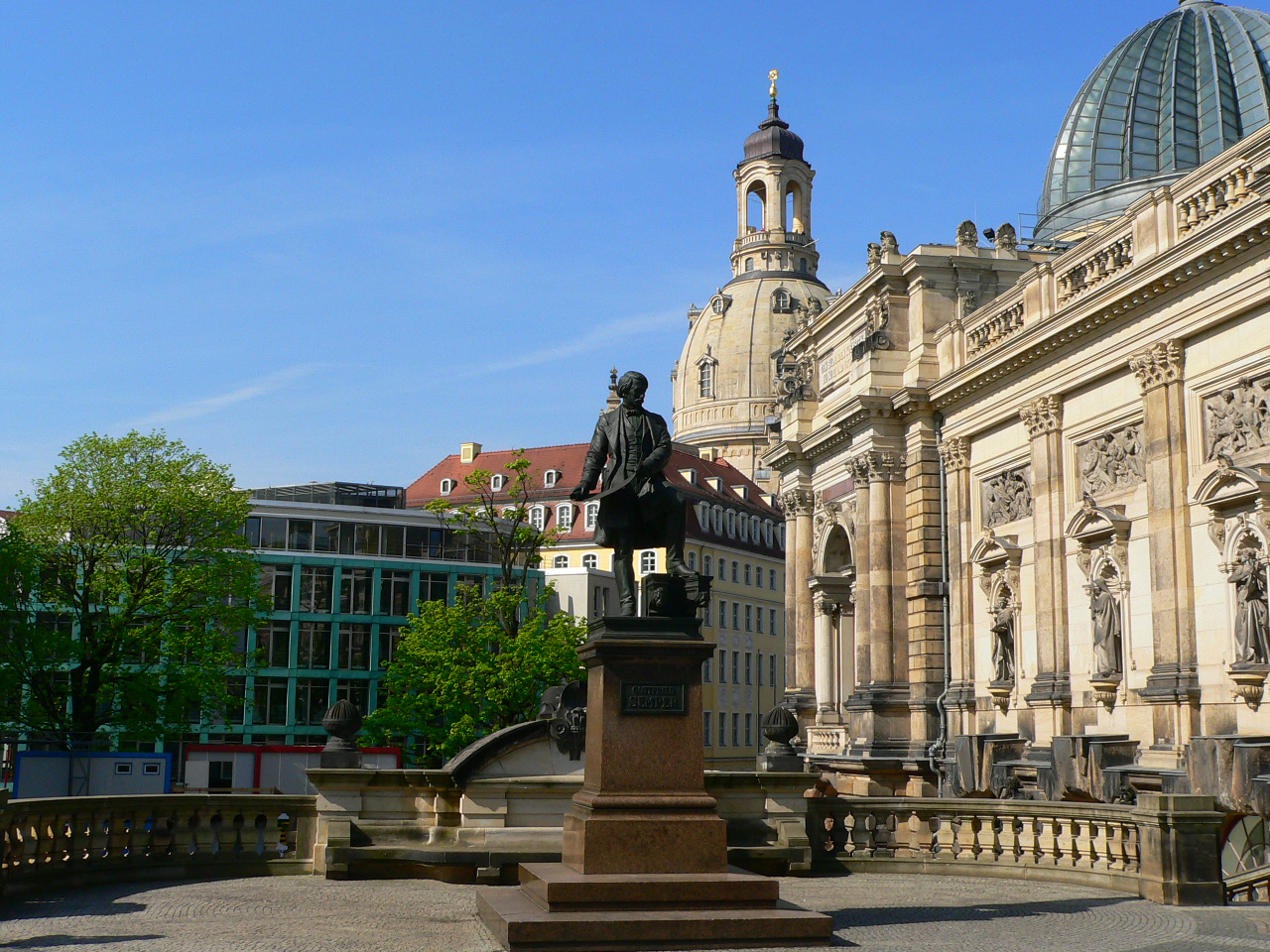
Памятник Готфриду Земперу (Дрезден)

По настоянию Франца Христиана Гау и рекомендации К. Ф. Шинкеля 17 мая 1834 года Земпер  занял должность профессора архитектуры в Академии живописи, скульптуры, гравюры и архитектуры в Дрездене. Он принёс клятву верности саксонскому королю и после этого стал гражданином Саксонии. Земпер стал также директором Дрезденской строительной школы (Dresdner Bauschule) и членом Саксонского художественного общества (Sächsischen Kunstvereins).
В Дрездене Готфрид Земпер вступил в масонскую ложу «Трёх мечей и Астреи к зеленому бриллианту» (Freimaurerloge Zu den drei Schwertern und Asträa zur grünenden Raute bei).
1 сентября 1835 года Земпер женился на Берте Тиммиг, которая родила ему шестерых детей. Земпер был членом многих художественных и литературных объединений Дрездена. Помимо Саксонского художественного общества он принадлежал к кругу немецкого историка искусства, коллекционера и мецената Иоганна Готтлоба фон Квандта, Мартина Вильгельма Оппенгейма и Юлиуса Мозена, был членом салона Хиллера-Кренцхена и Гиллера, а также познакомился с композитором Рихардом Вагнером, состоял в «Обществе понедельника» (Montagsgesellschaft), обществе «Альбина» (Albina) и в Товариществе «Отечество» (Vaterlandsverein).
В 1837 году Земпер представил первые проекты расширения ансамбля Цвингера (Zwingerforum) и строительства придворного театра. Здание Королевского оперного театра, в дальнейшем «Дрезденская опера» (нем. Dresdner Staatsoper), или «Земперопера» (нем. Semperoper) было построено в 1838—1841 годах по проекту Земпера в актуальном в то время стиле «неоренессанс» с большими арочными окнами на двух ярусах, опоясывающих овальное в плане здание, типичной «римской архитектурной ячейкой», пилястрами верхнего яруса и «ренессансным» орнаментом. Однако в результате пожара в сентябре 1869 года здание Дрезденской оперы было полностью уничтожено. Новое здание было возведено в 1871—1878 годах также по проекту Земпера, но строительством руководил его сын Манфред Земпер. Он ввёл рустовку первого этажа, сдвоенные колонны второго яруса и пристроил громоздкий двухъярусный портал, придавший зданию необарочный вид. Подобная эволюция: от стиля неоренессанса к необарокко типична для архитектуры историзма середины XIX века.
Планы по реконструкции Цвингера несколько раз пересматривались, но ни один из них не был реализован. Вместо этого в 1846 году было решено завершить Цвингер на северо-восточной стороне зданием картинной галереи. Земпер выехал в Италию для знакомства со строительством галерей. Предложенный им проект был утверждён и летом 1847 года началось строительство. Дрезденская картинная галерея также представляет собой характерную постройку в неоренессансном стиле, или, как писал сам архитектор, в «стиле итальянского чинквеченто», с такой же как в здании Оперы ордерной аркадой.
После эмиграции Земпера из Германии в 1849 году из-за его участия в майском восстании строительство завершал Карл Мориц Хенель. Построенные Земпером в Дрездене Королевский оперный театр и Картинная галерея вместе с Цвингером, Придворной церковью и Замком-резиденцией составили целостный и выразительный архитектурный ансамбль.

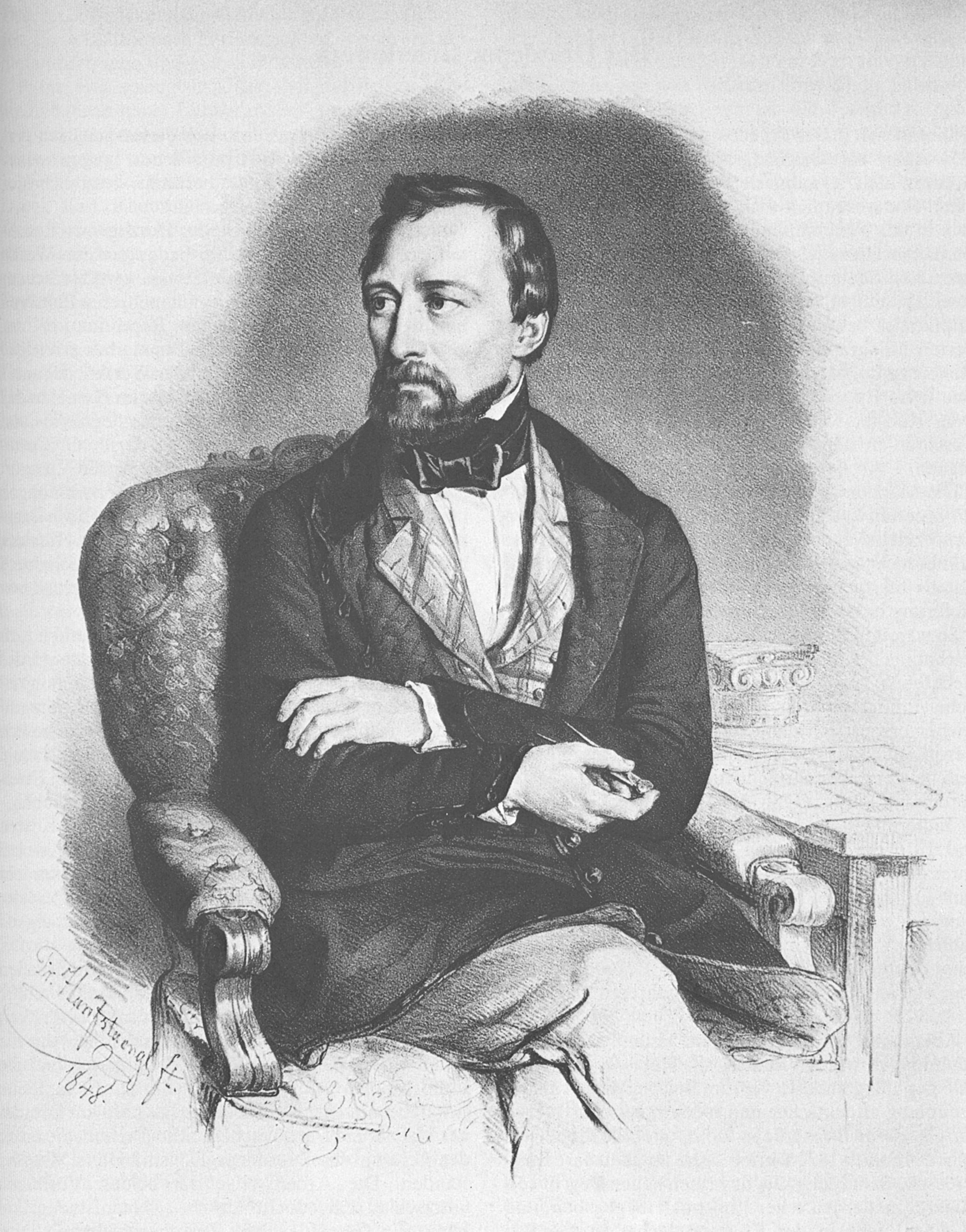
Готфрид Земпер. Литография 1848 года

В мае 1849 года, когда началось Дрезденское восстание с целью установления в Саксонии независимой республики, Готфрид Земпер и его друг Рихард Вагнер приняли в нём участие. Как член городской гвардии Дрездена Земпер строил баррикады, но не присоединился к Временному правительству, поскольку считал это несовместимым с ранее данной им присягой королю. Восстание было подавлено 9 мая 1849 года. Земпер бежал через Пирну и Цвиккау в Вюрцбург. Его семья вначале оставалась в Дрездене.
Несмотря на заслуги в качестве дрезденского архитектора Земперу пришлось покинуть город. Лишь четырнадцать лет спустя, в 1863 году, саксонское правительство сняло с него все обвинения. Но полиция продолжала следить за архитектором в Англии и Швейцарии.
После побега Земпера летом 1850 года архитектор Герман Николаи (Hermann Nicolai) заменил его в должности профессора архитектуры Академии изобразительных искусств. Николаи придерживался стиля «саксонского неоренессанса» в Дрездене до своей смерти в 1881 году, и в дальнейшем этот стиль был распространен многими его учениками, что дало повод к названию: «Школа Земпера-Николаи» (Semper-Nicolai-Schule).

### В эмиграции

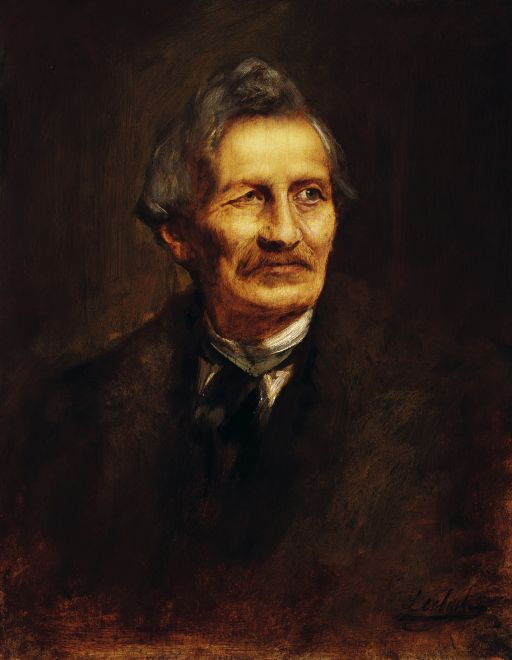
Ф. фон Ленбах. Портрет Г. Земпера. 1879

Земпер бежал через Цвиккау, Гоф, Карлсруэ и Страсбург сначала в Париж, а затем в Лондон. Он оставался в Париже до осени 1850 года, спроектировал здание синагоги, но строительство так и не было начато. Земпер планировал эмигрировать в Америку, но, когда он уже собирался на корабль получил приглашение на работу в Англии. В 1852 году он занял должность преподавателя на отделении Практического искусства Школы проектирования (Departement of Practical Art School of Designs) в Лондоне. Таким образом были найдены средства чтобы содержать себя и свою семью.
В Лондоне Земпер встретил сэра Генри Коула, возглавлявшего Школу проектирования. Коул представил Земпера принцу-консорту Альберту, супругу королевы Виктории, который в то время был озабочен подготовкой экспозиции международной выставки с названием «Великая выставка промышленных работ всех народов» (The Great Exhibition of the Works of Industry of all Nations). Выставка, проходившая с 1 мая по 15 октября 1851 года в Южном Кенсингтоне (районе Лондона), впоследствии была названа Всемирной, она была первой такого рода, за ней последовали многие другие Всемирные выставки.
По рекомендации Коула Земперу было поручено создать в «Хрустальном дворце», специально выстроенном выставочном здании, экспозиции Канады, Турции, Египта, Швеции и Дании. Позднее архитектор предложил на выручку от Всемирной выставки построить в районе Южного Кенсингтона культурный форум «Альбертополис» (Albertopolis), но проект посчитали слишком затратным.
В Лондоне Земпер не получал серьёзных архитектурных заказов, поэтому сосредоточился на теоретических работах. Так появились труды «Четыре элемента архитектуры» (1851) (нем. Die vier Elemente der Baukunst) и «Наука, промышленность и искусство» (1852) (нем. Wissenschaft, Industrie und Kunst). В этот период были заложены основы его главного сочинения «Стиль в технических и тектонических искусствах, или Практическая эстетика» (нем. Der Stil in den technischen und tektonischen Künsten oder Praktische Ästhetik). Оно было издано позднее двумя томами в 1860 и 1863 годах.

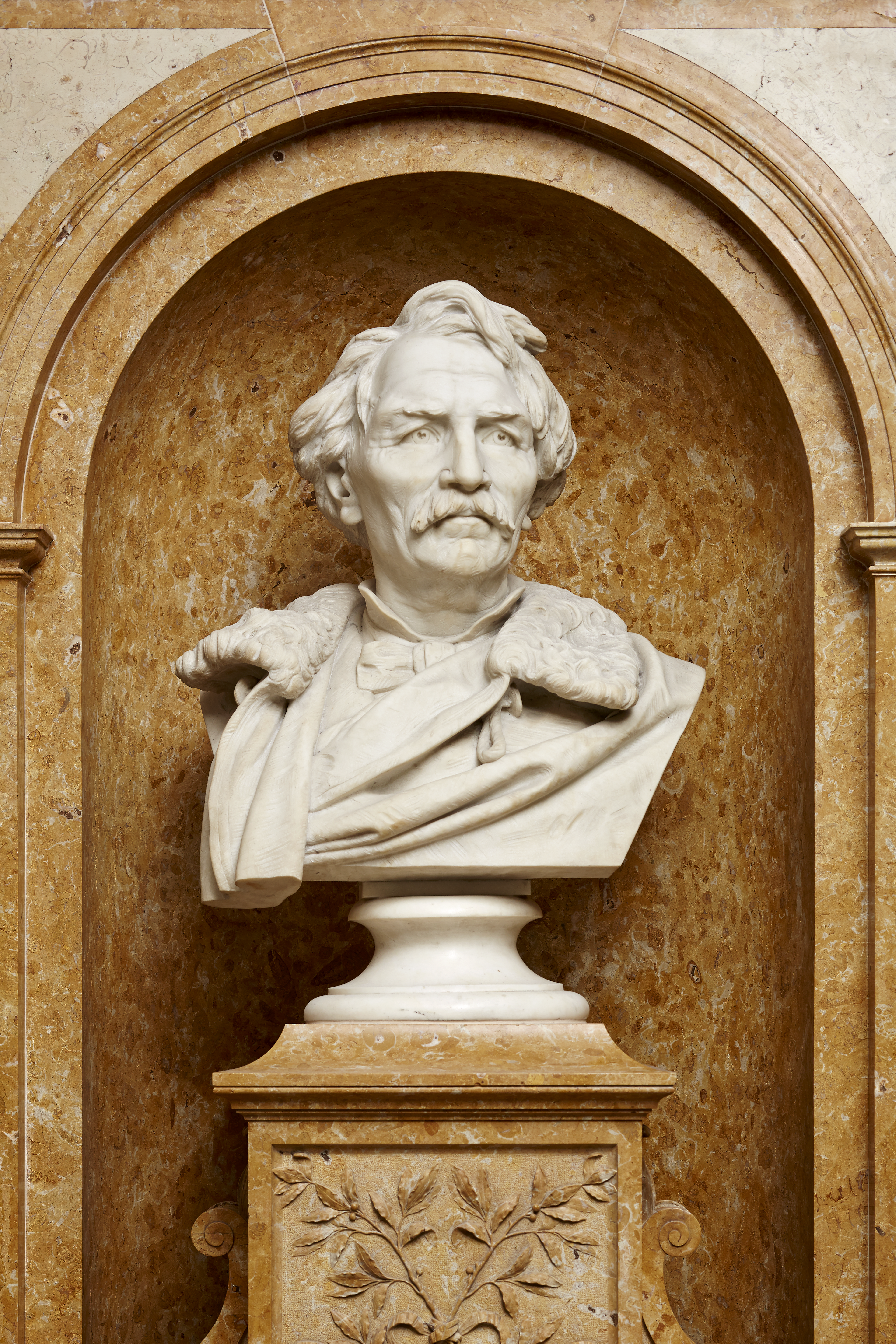
Памятник Г. Земперу в Цюрихе. 1887

Осенью 1854 года Земперу при посредничестве Рихарда Вагнера предложили должность профессора в только что основанной Политехнической школe в Цюрихе. Земпера привлекла преподавательская карьера и возможность архитектурной деятельности в молодой федеральной земле. В 1855 году Земпер отправился в Цюрих.
В Цюрихе Земпер построил главное здание Политехнического института (1858—1864), которое несмотря на последующие переделки сохранило основные черты авторской архитектуры (с 1911 года в здании располагается Швейцарский федеральный технологический институт: ETH, и Цюрихский университет). Он также выполнял и другие заказы, в частности по строительству Ратуши в Винтертуре.
В Мюнхене по заказу короля Баварии Людвига II, Земпер проектировал оперный театр Рихарда Вагнера (Festspielhaus). Его планы остались нереализованными, но основные композиционные идеи были включены в более позднее строительство Венского Бургтеатра. В 1866 году Земпер был избран иностранным членом Баварской академии наук.

### Работа в Вене
В столице Австрии ещё в 1833 году возникли планы создания музея для Императорских художественных коллекций. В связи с проектами реконструкции венской Рингштрассе в 1857 году музейный вопрос снова обострился. Экспонаты императорских коллекций искусства были тогда размещены в разных зданиях, а коллекции природных объектов находились в тесных залах Хофбурга. Земпер получил от императора Франца Иосифа I заказ на проектирование новых музейных зданий.
В сотрудничестве с австрийским архитектором Карлом фон Хазенауэром Готфрид Земпер проявил себя выдающимся градостроителем. Вместо проектирования отдельных зданий, реконструкции старых и частичного «зонирования» он в 1869 году предложил императору план перестройки центра города с целью создания огромного Имперского форума (Kaiserforum), соответствующего престижу могучей в прошлом империи Габсбургов. Грандиозный проект был реализован лишь частично, но перед Императорским дворцом возникла большая площадь, а по другую сторону Ринга (центрального полукольца) с выходящими на эту улицу зданиями Парламента, Ратуши и Бургтеатра, была создана Площадь Марии Терезии (Maria-Theresien-Platz) с двумя симметрично выстроенными зданиями Музея истории искусств (Kunsthistorisches Museum) и Музея естественной истории (Naturhistorisches Museum).
Вклад двух архитекторов в один проект до настоящего времени не вполне ясен. В 1876 году Земпер, отчасти из-за разногласий, прекратил работу над проектом. 31 мая 1874 года он был награжден Прусским Орденом за заслуги в науке и искусстве: Pour le Mérite. По словам К. Ф. Шинкеля он был «самым важным архитектором в немецкоязычном регионе».
В следующем году у Земпера начались проблемы со здоровьем. Двумя годами позднее, 15 мая 1879 года, он в возрасте 75 лет скончался во время путешествия по Италии. Готфрид Земпер был похоронен на протестантском кладбище у пирамиды Цестия в районе Тестаччо в Риме.
После смерти Готфрида Земпера его сын, Манфред Земпер, с 1881 года издавал сборник отцовских «Построек, набросков и эскизов», а другой сын, Ганс Земпер, опубликовал жизнеописание своего отца (нем. Gottfried Semper, ein Bild seines Lebens und Wirkens; 1880).

## Творчество

### Наиболее известные архитектурные сооружения
в Бауцене:
- здание казармы (нем. Alte Kaserne)

в Дрездене:
- здание Королевского театра 1832—1841 (нем. Hoftheater) (сгорело в 1869 году)
- вилла Роза — 1839 (во время Второй мировой войны сильно повреждена, позднее снесена)
- здание синагоги — 1839—1840 (разрушено 9 ноября 1938 года)
- дворец Оппенгейма — 1845—1848 (разрушен во время Второй мировой войны)
- здание Дрезденской картинной галереи — 1847—1855
- здание Королевского театра (Опера Земпера) (нем. Semperoper) — 1871—1878

в Цюрихе:
- ратуша — 1858 (не реализованный конкурсный проект)
- здание Политехнического института (нем. ETH) — 1858—1864
- здание Федеральной обсерватории

в Винтертуре:
- здание ратуши — 1865—1869

в Вене:
- здание Бургтеатра (нем. Burgtheater) 1873—1888
- Имперский форум и ансамбль Мария-Терезиен-Плац:
  - здание Музея истории искусств — 1872—1881, закончено в 1889 году
  - здание Музея естественной истории — 1872—1881, закончено в 1891 году
  - здание Нового дворца (нем. Neue Burg) — 1881—1923

## Галерея

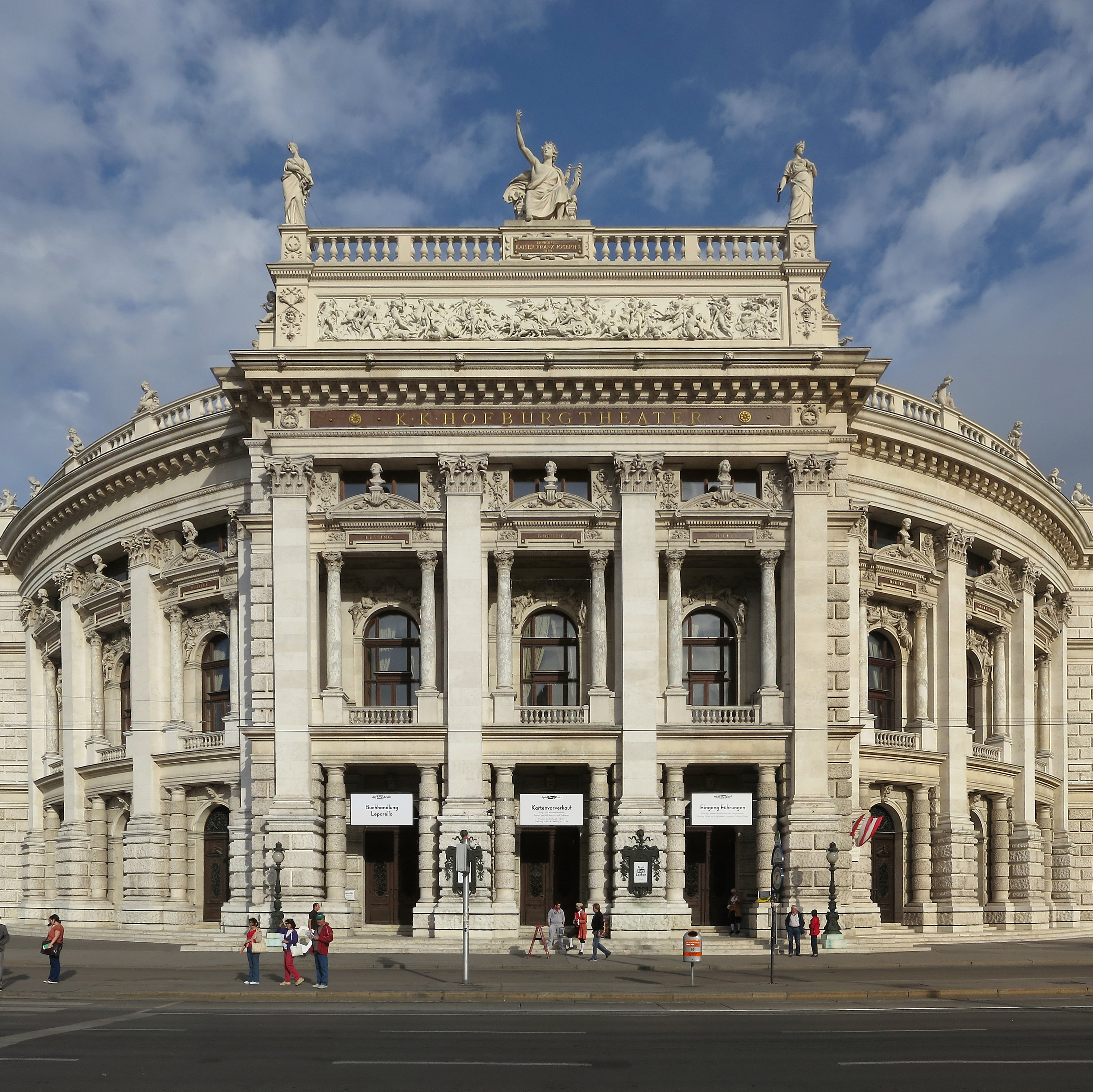
Бургтеатр. Вена. 1873—1888
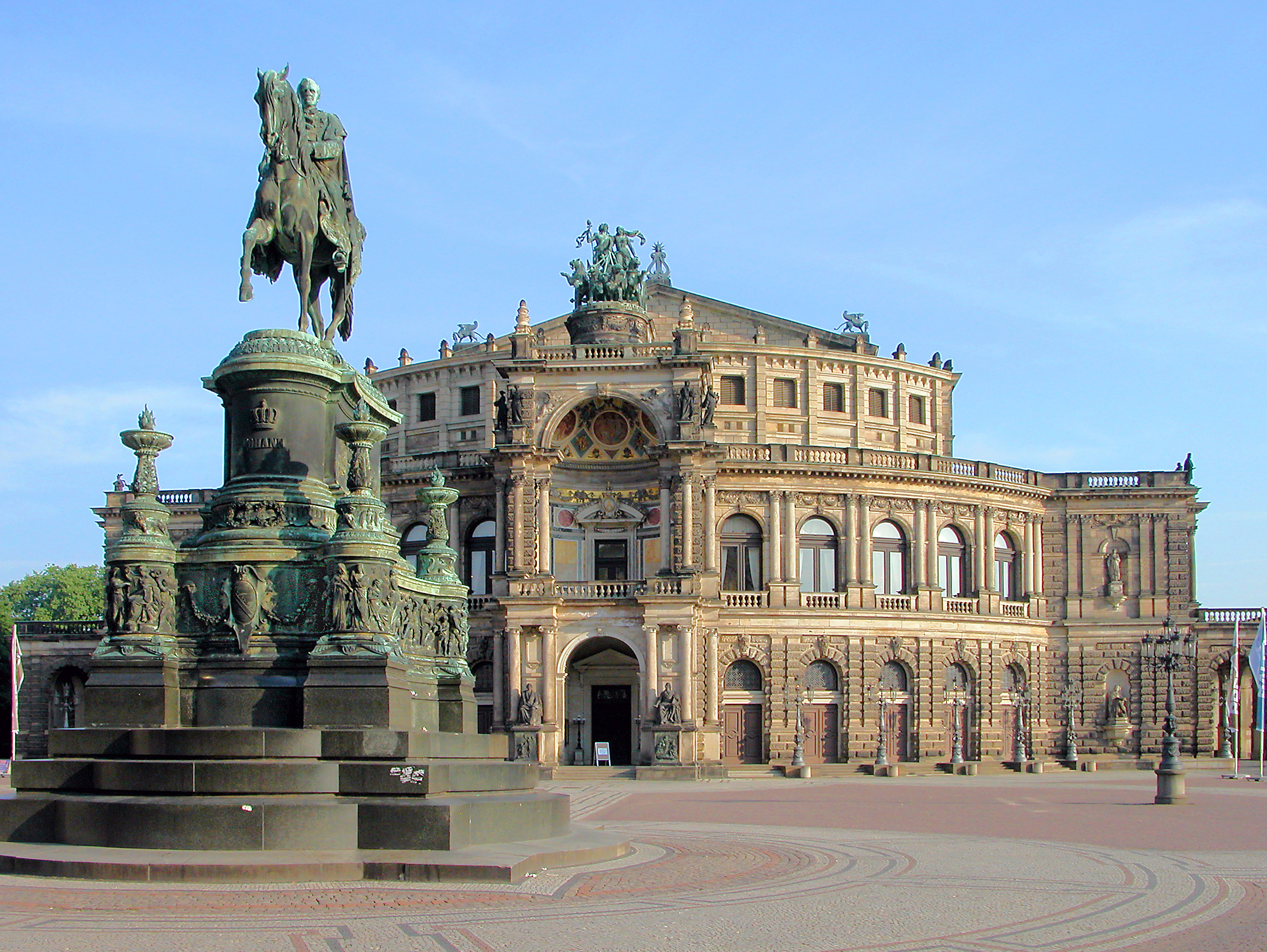
Дрезденская опера, носящая имя архитектора (Земперопер). 1871—1878
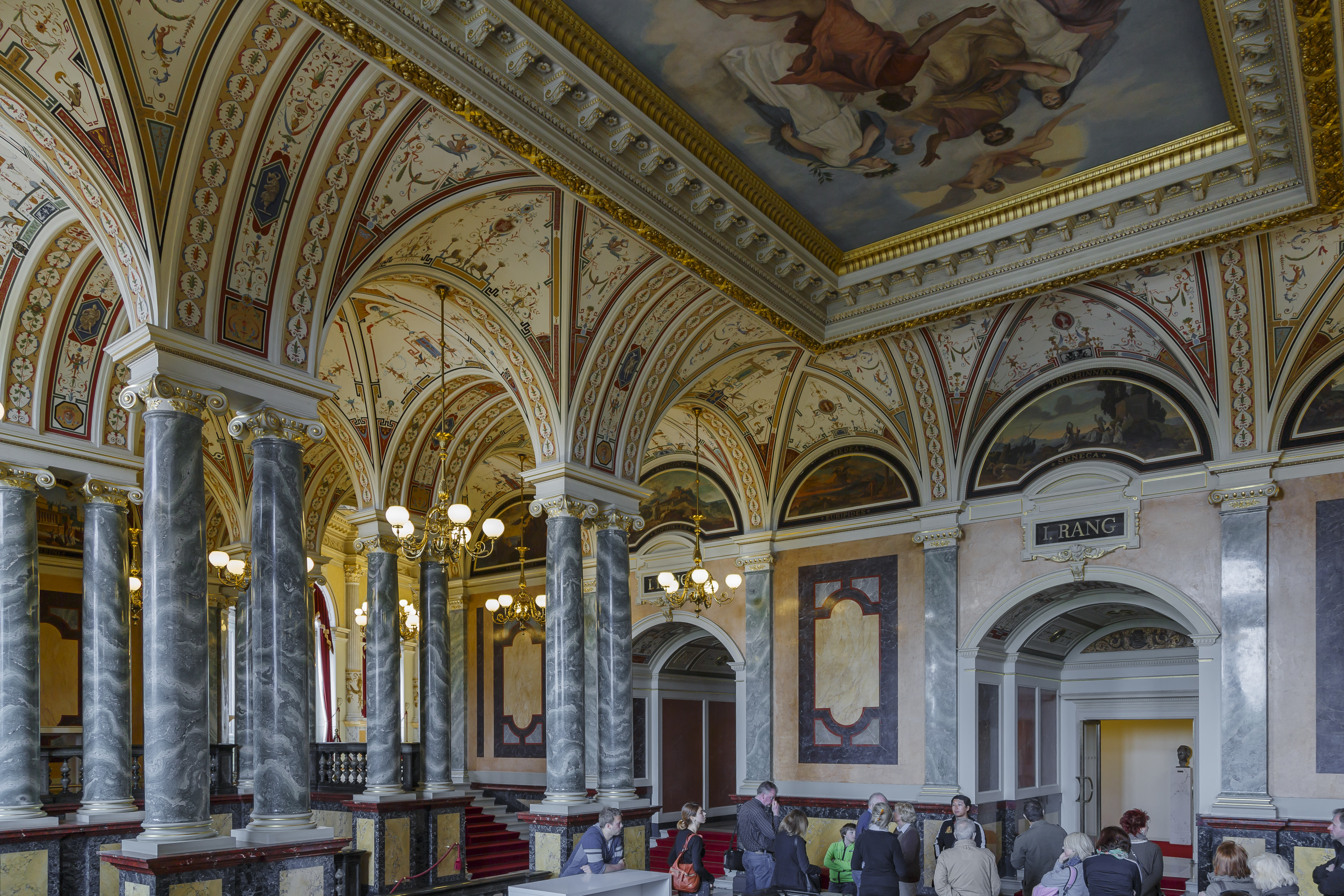
Боковое фойе Дрезденской оперы
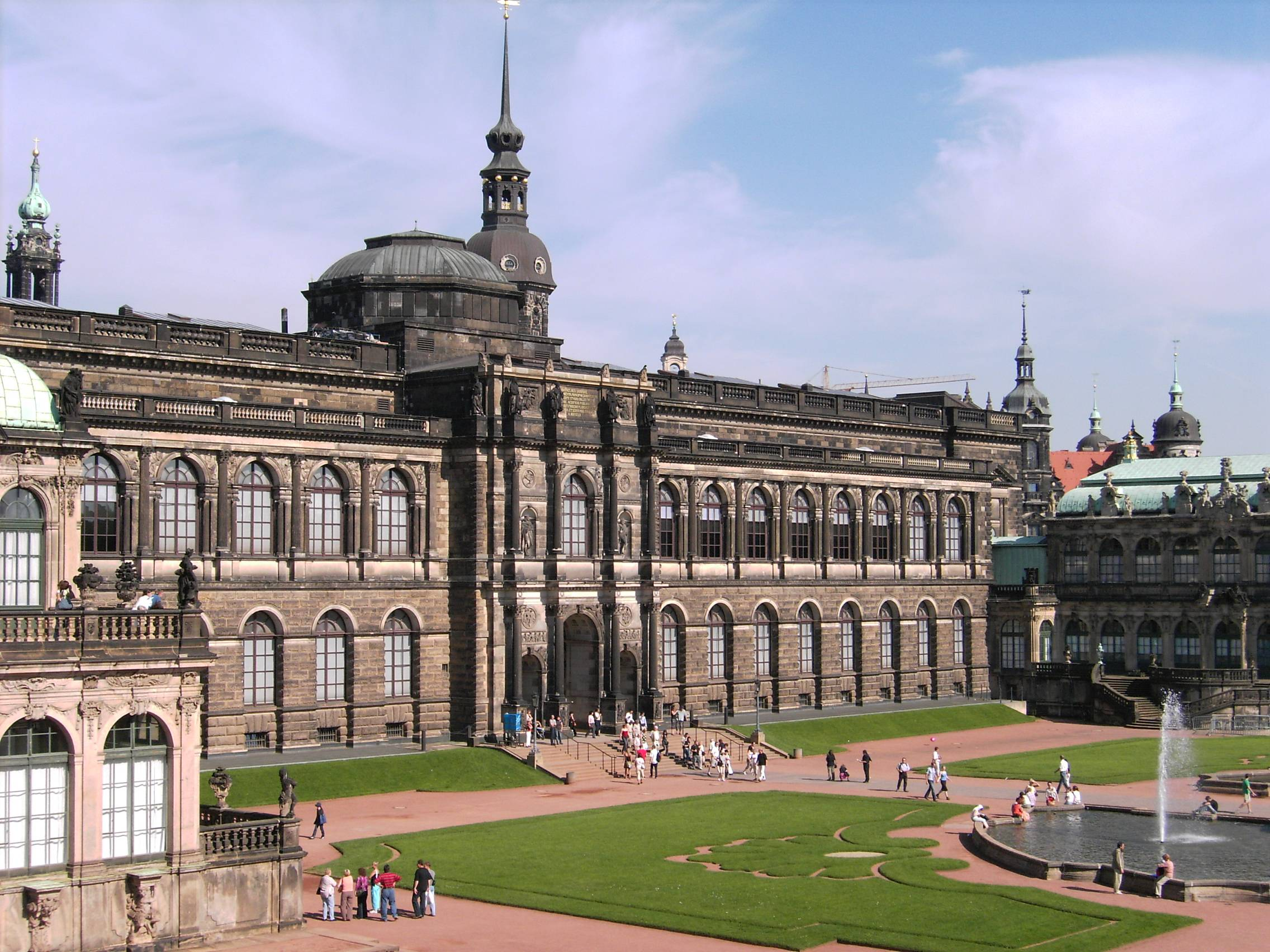
Здание Дрезденской картинной галереи. Южный фасад со стороны Цвингера. 1847—1855
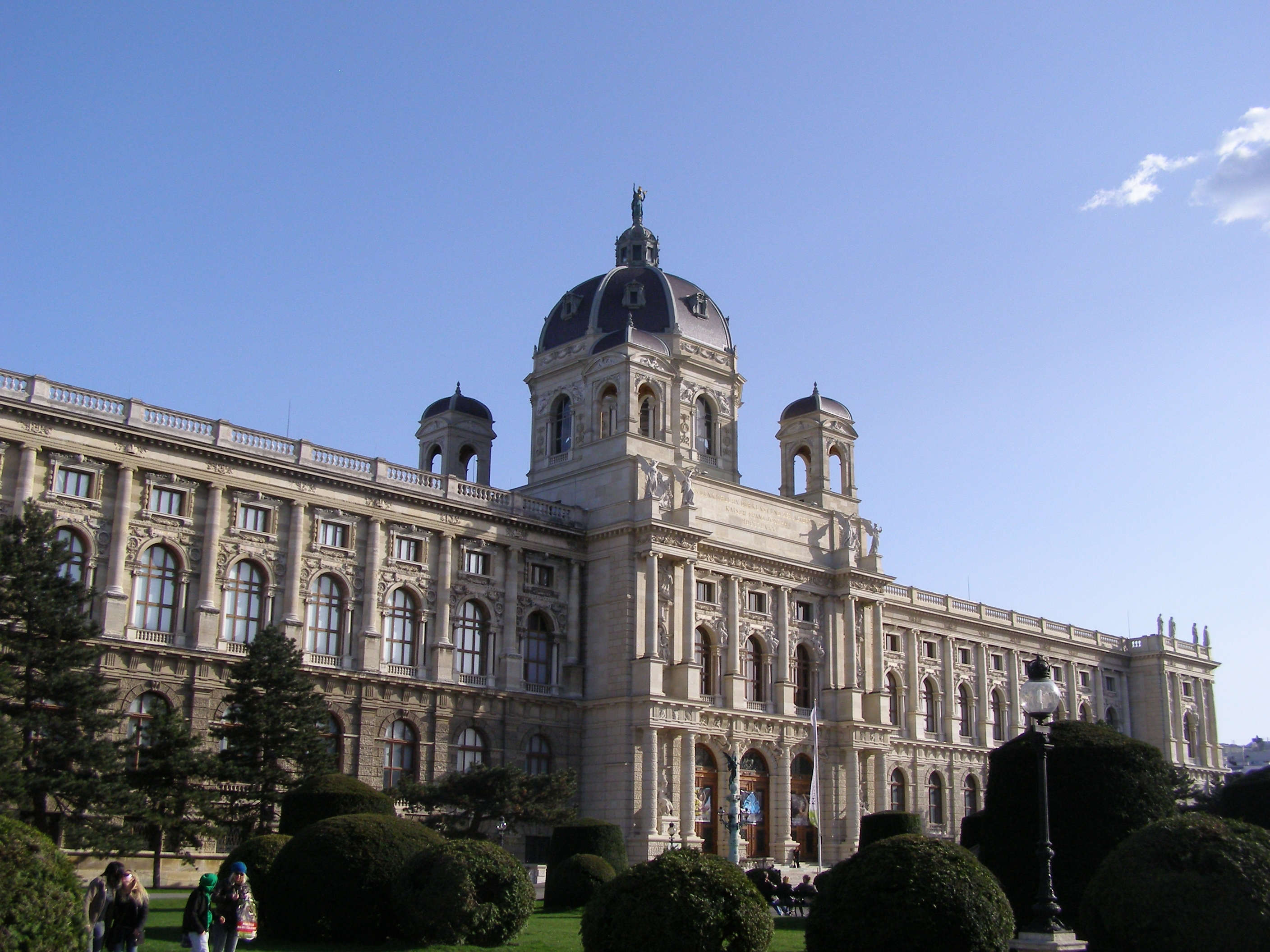
Музей истории искусств в Вене. Главный фасад. 1872—1881
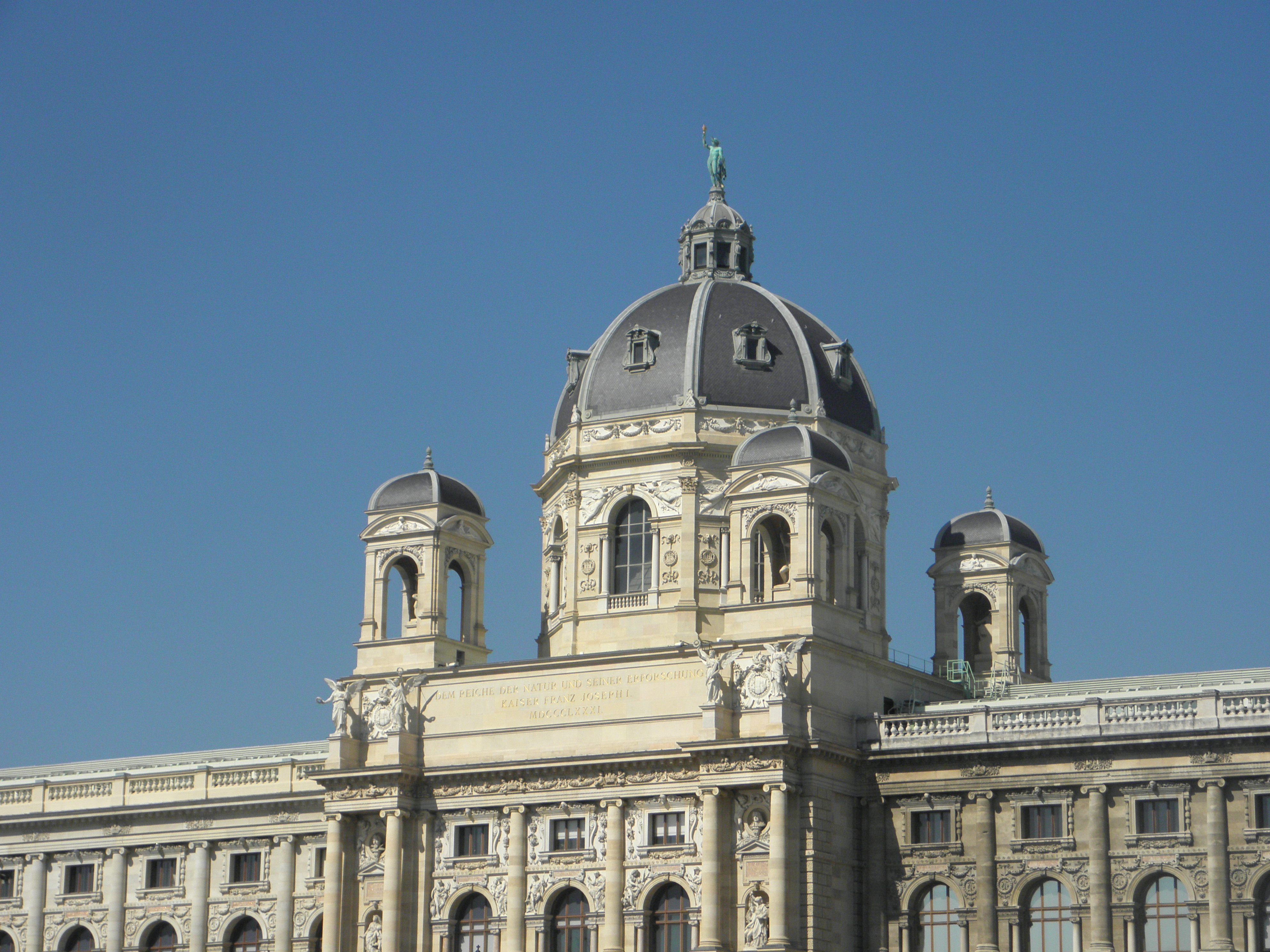
Здание Музея естественной истории. 1872—1881. Деталь. Вена
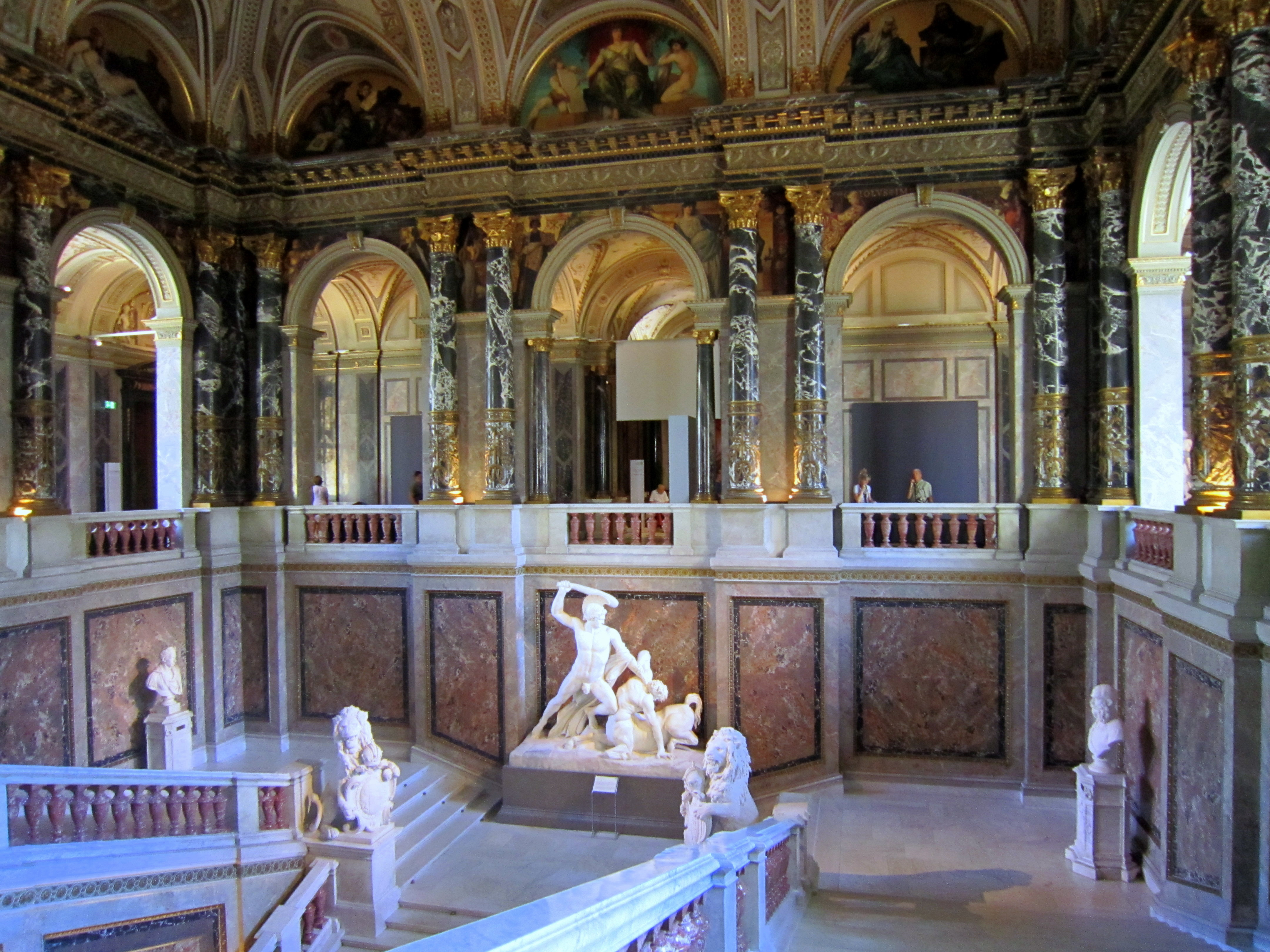
Музей истории искусств в Вене. Главная лестница. 1872—1881
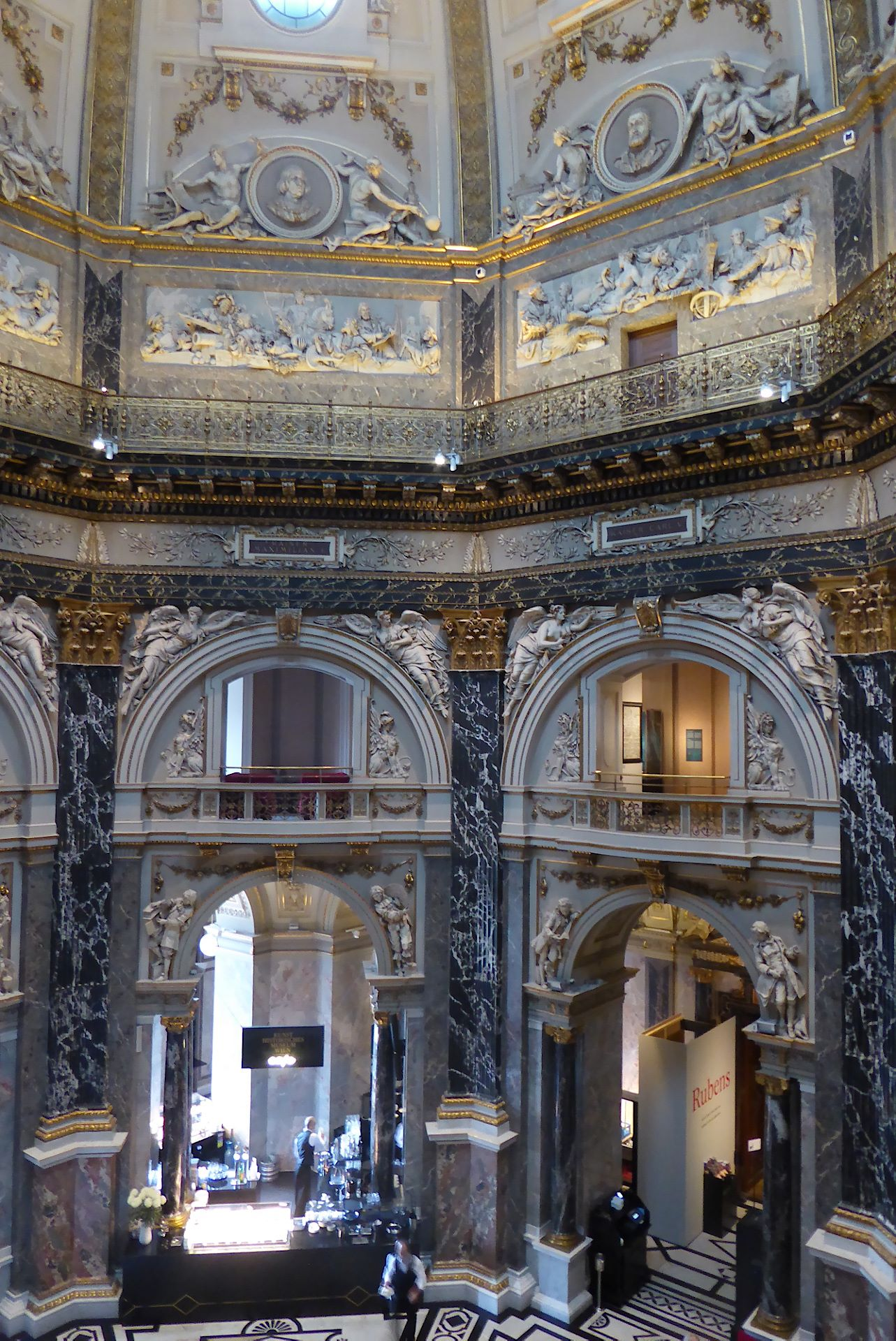
Музей истории искусств. Верхняя ротонда

### Готфрид Земпер как теоретик искусства
Готфрид Земпер выступал против эклектики в современной ему архитектуре, которая создавалась, как правило, по формуле «архитектура как оболочка»: в любую произвольно найденную форму можно было «вставить» требуемое содержание. В стремлении противодействовать столь поверхностному отношению к проектированию Земпер «ставил своей задачей ограничить типичное для эклектизма стихийное формотворчество законами архитектурного языка — законами стиля. Для овладения этими законами, по мнению Земпера, недостаточно одной творческой интуиции, необходима теория — эмпирическая теория стиля».
Теоретические идеи родились у Готфрида Земпера после его археологических изысканий на Афинском акрополе. В 1834 году Земпер опубликовал книгу «Предварительные замечания о росписи архитектуры и скульптуры у древних» (Vorläufige Bemerkungen über bemalte Architectur und Plastik bei den Alten). Книга имела значительный резонанс, в ней Земпер обосновал наблюдения, сделанные им в Греции. Исходя из эстетических представлений древних греков, их отношения к действительности и единства стиля в разных видах искусства, Земпер утверждал, что яркая раскраска обязательно должна присутствовать в их архитектурных и скульптурных произведениях. Эти наблюдения он развил в работе «Использование цвета в архитектуре и скульптуре — дорическо-греческое искусство» (Die Anwendung der Farben in der Architectur und Plastik — dorisch-griechische Kunst, 1836) и «О полихромии» (Über Polychromie 1851).
После общения в Дрездене с Рихардом Вагнером Земпер увлёкся теорией преодоления раздробленности видов искусства и создания «большого стиля» на основе «единения искусств» (нем. Gesamtkunstwerk) — творческой концепции, в основу которой положена идея художественного преображения действительности методом взаимодействия элементов разных видов и жанров искусства в одном произведении. Такой феномен отличается как от первобытного синкретизма, так и от искусственного синтеза произведений разных видов искусства, идеи, сложившейся в XVII—XIX веках, после размежевания этих видов в ренессансном и постренессансном искусстве. Синтез искусств предполагает включение произведения одного вида искусства в более широкое целое (например, монументальной росписи, мозаики или скульптуры в пространство архитектуры). Идея гезамткунстверка основывается на равноправном взаимодействии.
Вагнер мечтал о единстве драмы, поэзии и музыки, как это было у древних греков. Земпер искал общие закономерности формообразования в архитектуре, орнаменте и художественных ремёслах. По мнению обоих, такое единство уже существовало однажды, в античности, оно изначально присуще целостному по своей природе художественному мышлению и было лишь нарушено буржуазно-потребительским отношением к художественному творчеству в XIX веке. «Гезамткунстверк» возможен и в искусстве будущего, когда музыка, драма, танец, архитектура и изобразительное искусство снова сольются в единое и свободное ремесло, которое «перестанет быть праздной забавой в руках скучающих бездельников»; там, «где нет действительных потребностей, там царит произвол».
На опыте подготовки экспозиции первой Всемирной выставки 1851 года в Лондоне Земпер опубликовал эссе под названием «Наука, промышленность и искусство» с подзаголовком «Предложения по улучшению национального вкуса в связи с Лондонской промышленной выставкой» (1852). Основная идея оставшегося незаконченным капитального труда «Стиль в технических и тектонических искусствах, или Практическая эстетика» (Der Stil in den technischen und tektonischen Künsten oder Praktische Ästhetik, 1860—1863) заключалась в разработке «практической теории», позволяющей преодолеть пагубное разделение искусства на «высокие» и «низкие» жанры, идеалистические устремления и материальную сторону творчества, проектирование (утилитарное формообразование) и последующее украшение изделий. Термин «практическая эстетика» изобрёл сам Земпер для того, чтобы отделить своё учение от традиционных «позитивной эстетики» и «эстетики формы».
В статьях и лекциях лондонского периода («Набросок системы сравнительной теории стилей», «Об отношении декоративного искусства к архитектуре», 1854) Земпер доказывал необходимость применения новой методологии.
Вместо господствовавшей в то время академической теории о происхождении трёх видов «изящных искусств» (живописи, ваяния и зодчества) из искусства рисунка, «как это было у древних», немецкий архитектор и теоретик смело предположил первенство ремёсел и технологии обработки материалов. По Земперу архитектура возникает тогда, когда первичная идея, заложенная ещё в утилитарном сооружении, получает своё художественное выражение средствами прикладного искусства, и «значительная часть использованных архитектурных форм восходит… к изделиям кустарного производства». Поэтому «изделия ремесленного искусства часто являются ключом и основой для понимания архитектурных форм и принципов».
Согласно концепции Земпера, все известные формы искусства восходят к прототипам «технических искусств», поскольку обусловлены архетипами симметрии, пропорциональности, ритма, естественным образом возникающих в самой природе. Схема развития такова. Вначале у человека возникает некая утилитарная потребность, затем создается соответствующая конструкция, а потом она осознается и преображается эстетически под влиянием указанных архетипов.
Земпер выделил четыре изначальных «технических рода деятельности»:
- плетение (ткачество);
- искусство керамики;
- тектоника (строительство из дерева);
- стереотомия (строительство из камня).

Один род деятельности постоянно переходит в другой. Так, например, примитивное искусство плетения древесных ветвей подсказало человеку идею шалаша (одна из древнейших форм укрытия, прообраз последующих шатровых конструкций в архитектуре). Деревянная, а затем и каменная, архитектура следует идее «завешивания» плетёными ветвями, потом циновками и тканями изначальной «клети», каркаса будущей постройки. Это так называемая «Хижина Витрувия», обоснованная, в частности, в трактате М.-А. Ложье. Поэтому тектоника (в терминологии Земпера: строительство из дерева) изначально связана с техникой плетения. В докладе, прочитанном в Лондоне в 1854 году «Об отношении декоративного искусства к архитектуре», Земпер напоминал, что в немецком языке слово «Wand» (стена) близко слову «Gewand» (одеяние), и это является не чем иным, как историческим сохранением преемственной связи от техники плетения к возведению стен, вначале из ветвей и брёвен, а позднее из камня (стереотомии).
Однако имеются и существенные различия. Бревенчатый сруб представляет собой результат тектонического формообразования, каменная кладка — стереотомического (от др.-греч. στερεός — твёрдый, крепкий, и др.-греч. τομη — резание, сечение). Формы меняются, взаимодействуют, морфология исторически усложняется от простых конструкций к более сложным.
Важное значение в теории Земпера имеют «параллели формообразования», иллюстрирующие общие закономерности развития утилитарных конструкций. Один из примеров — ситула, древнеегипетское ведро, бронзовый сосуд с расширяющимся книзу туловом, предназначенный для зачерпывания воды из реки Нил. Ситулы носили на коромыслах; низкое расположение центра тяжести заполненного водой сосуда препятствовало расплескиванию воды. Такую же форму с расширением в нижней части имеют многие архитектурные сооружения Древнего Египта, «выражающие незыблемость». Противоположный пример — древнегреческая гидрия, предназначенная для накопления и переноса воды (полные сосуды носили на голове), имеющая, напротив, расширение кверху, позволяющее лучше балансировать, что согласуется с формами древнегреческого ордера в архитектуре.
Земпер стремился соединить художественные, историко-культурные, социальные и инженерно-технические проблемы формообразования единой концепцией архитектуры «как оболочки жизненных функций человека». Книга «Практическая эстетика» должна была завершиться разделом «сравнительной теории стилей».
В 1852 году в Южном Кенсингтоне, районе Лондона, где проходила Всемирная выставка, Земпер стал создавать музей нового типа. Он собрал вещи, которые ранее не рассматривались как художественные и попытался показать их так, чтобы они раскрывали не только свои утилитарные функции, но и духовное значение. Архитектор предполагал организовать экспозицию не по хронологическому или региональному критериям, а по функции и типам изначальных конструкций, показывая их историческое развитие:
- очаг—камин—посуда;
- ограждение—стена—шпалера;
- ёмкость—ваза—комната;
- плетение—клеть—перекрытие.

Земпер планировал создать музей одновременно со школой ремёсел и другими просветительскими организациями образования и культуры, позднее получившими название в честь принца Альберта (Albertopolis). Идеи Земпера не были полностью осуществлены, но его деятельность по подготовке экспозиции, проект программы обучения специалистов-проектировщиков и план будущего художественно-промышленного музея были использованы при создании Южно-Кенсингтонского музея, впоследствии названного Музеем Виктории и Альберта.
По теории Земпера в эволюции индивидуально-общественных отношений формирование утилитарных потребностей подсказывало человеку основные типы конструкций (укрытия, ёмкости, орудия). Постепенное совершенствование техники (материалов, средств и приёмов) способствовало формированию эстетического чувства, на основе которого могло возникать художественно-образное осознание смысла предмета. Поэтому все вещи со временем «входят» и «выходят» из сферы декоративно-прикладного искусства, перемещаясь по осям «утилитарное — художественное», «примитивное — совершенное», «ремесленное — дизайнерское». На место ушедших утилитарных конструкций приходят новые, которые также подлежат эстетическому и художественному освоению, но иными средствами и приёмами.
Подобная эволюция присуща всем утилитарным конструкциям, или объектам искусства предметного мира. Таким образом, архитектор Г. Земпер стал родоначальником новой морфологии искусства, теории формообразования, отцом технической эстетики и теории дизайна.
Однако эта оригинальная теория подвергалась критике, как ортодоксальными искусствоведами, так и, в последующее время, прогрессивными теоретиками модернистской и постмодернистской архитектуры. Так, по утверждению В. С. Горюнова и М. П. Тубли «Концепция Земпера является типичным примером эмпирической теории, и в этом принципиальная ограниченность её выводов. Позитивистское понимание процесса её развития как процесса непрерывного количественного изменения привело его к убеждению, что если художественное ремесло на протяжении веков было источником архитектурных форм, то так должно быть и сегодня и будет завтра».

### Основные теоретические работы
- Предварительные замечания о росписи архитектуры и скульптуры у древних (Vorläufige Bemerkungen über bemalte Architectur und Plastik bei den Alten). — 1834
- Использование цвета в архитектуре и скульптуре — дорическо-греческое искусство" (Die Anwendung der Farben in der Architectur und Plastik — dorisch-griechische Kunst). — 1836
- Четыре элемента архитектуры (Die vier Elemente der Baukunst). — 1851
- Наука, промышленность и искусство (Wissenschaft, Industrie und Kunst). — 1852
- Стиль в технических и тектонических искусствах, или Практическая эстетика (Der Stil in den technischen und tektonischen Künsten oder Praktische Ästhetik). — 1860—1863
- Малые произведения (Kleine Schriften). — 1884

## Семья
Готфрид Земпер женился на Берте Тиммиг (1810—1859) в Дрездене в 1835 году. От этого брака родилось четыре сына и три дочери:
- Элизабет (1836—1872), замужем за юристом Генрихом Мёллингом.
- Манфред (1838—1913), архитектор
- Конрад Юлиус Херман (1841—1893), владелец фабрики в Филадельфии
- Анна (1843—1908), замужем за историком  Теодором фон Зикелем.
- Ганс (1845—1920), историк искусства.
- Эмануэль (1848—1911), скульптор